# Albeck (Langenau)

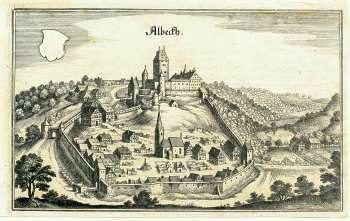
Merianstich 1643

Albeck ist ein Stadtteil von Langenau im Alb-Donau-Kreis in Baden-Württemberg, etwa sechs Kilometer westlich des Hauptortes. Er liegt in einer Höhe von 505 m über N.N. Der Ort hat circa 1500 Einwohner.
Zu dem Stadtteil gehören die zwei Weiler Osterstetten und Stuppelau.

## Geschichte

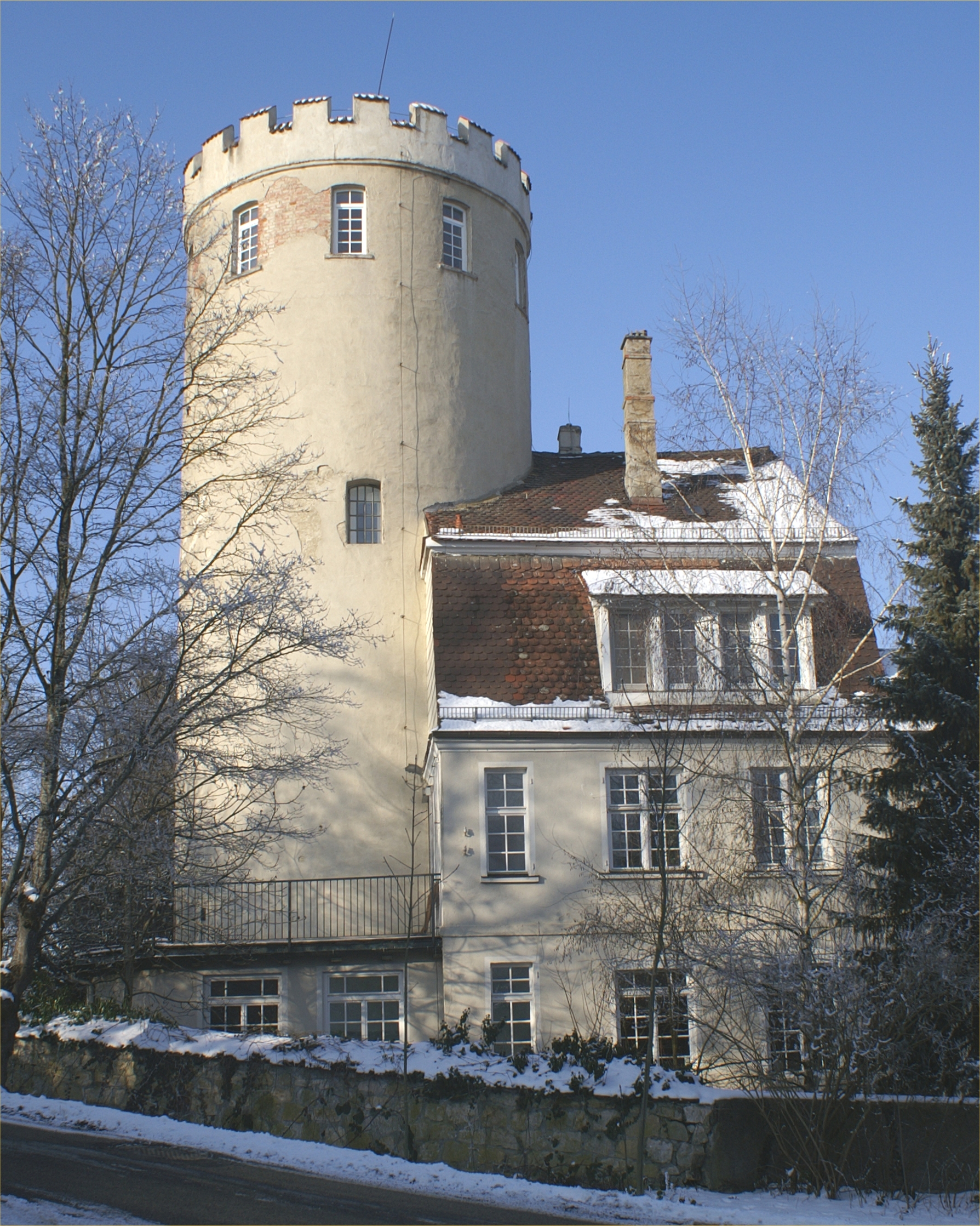
Schloss Albeck

Der Name des Ortes Albeck (in älteren Urkunden Alpeck oder Albegge) kommt von seiner geographischen Lage „an der östlichen Ecke der Alb“.
Das einstige „Städtchen“ ging aus dem Burgweiler der Burg Albeck hervor. Die Lage ist auf dem Kupferstich von Matthäus Merian aus dem Jahr 1643 gut zu erkennen. Das Schloss, in der frühen Neuzeit zur Festung ausgebaut, wurde 1704 weitgehend zerstört. Die Reste mit dem Turm befinden sich in Privatbesitz.

### Herrschaft Albeck
Die Burg Albeck war der Mittelpunkt der Herrschaft der edelfreien Herren von Albeck. Die Herren von Albeck gründeten ein Augustiner-Chorherrenstift in Steinheim am Albuch. Später gelangte die Herrschaft an die Grafen von Werdenberg (Linie Werdenberg-Albeck). Seit der Mitte des 14. Jh. deutet die Nennung eines Amtmanns und die seit etwa 1370 wiederholt belege Bezeichnung als Stadt auf einen beginnenden Stadtwerdungsprozess hin.

### Albeck im Ulmer Landgebiet
Die Grafen von Werdenberg verkauften die „Stadt“ Albeck im Jahre 1383 an die Reichsstadt Ulm, die den Ort ihrem Landgebiet einverleibte. Albeck war Sitz eines Oberamts der Stadt Ulm. Nach der Schlacht bei Nördlingen brannten die siegreichen kaiserlichen Truppen 1635 Albeck nieder. Im Spanischen Erbfolgekrieg zerstörten französische und bayerische Truppen 1704 die Burg Albeck.

### Nach der Mediatisierung
1803 wurde Albeck im Zuge der Mediatisierung dem Kurfürstentum Bayern angegliedert und zum Sitz eines bayerischen Landgerichts und Rentamts. 1810 fiel Albeck durch den Grenzvertrag zwischen Bayern und Württemberg an das Königreich Württemberg und war von 1810 bis 1819 Sitz des Oberamts Albeck, welches danach zum Oberamt Ulm kam, aus dem wiederum später der Landkreis Ulm hervorging. Am 1. Januar 1973 wurde der Landkreis Ulm aufgelöst, sodass Albeck als Stadtteil Langenaus zum neugebildeten Alb-Donau-Kreis überging.

### Eingemeindung
Am 29. Februar 1972 wurde Albeck in die Stadt Langenau eingegliedert.

### Bevölkerungsentwicklung
Es handelt sich um Einwohnerzahlen nach dem jeweiligen Gebietsstand bis 1970 und ohne die heute zugehörigen Ortsteile. Die Zahlen sind Volkszählungsergebnisse oder amtliche Fortschreibungen mit Archivierungen des LEO-BW Online-Informationssystems für Baden-Württemberg.
| Jahr      | 1852 | 1871 | 1880 | 1890 | 1900 | 1910 | 1925 | 1933 | 1939 | 1950 | 1956 | 1961 | 1970 |
| Einwohner | 559  | 542  | 547  | 540  | 506  | 484  | 484  | 471  | 468  | 633  | 551  | 592  | 822  |

## Bildung
- Die Kindertagesstätte Albeck betreut Kinder in einer Krippengruppe ab einem Jahr und in zwei weiteren Gruppen ab dem dritten Lebensjahr bis hin zum Schuleintritt.
- Im Ort befindet sich die Robert-Bosch-Grundschule, in der Kinder aus den Ortsteilen Langenau, Albeck, Göttingen und Hörvelsingen am Unterricht teilnehmen.

## Söhne und Töchter

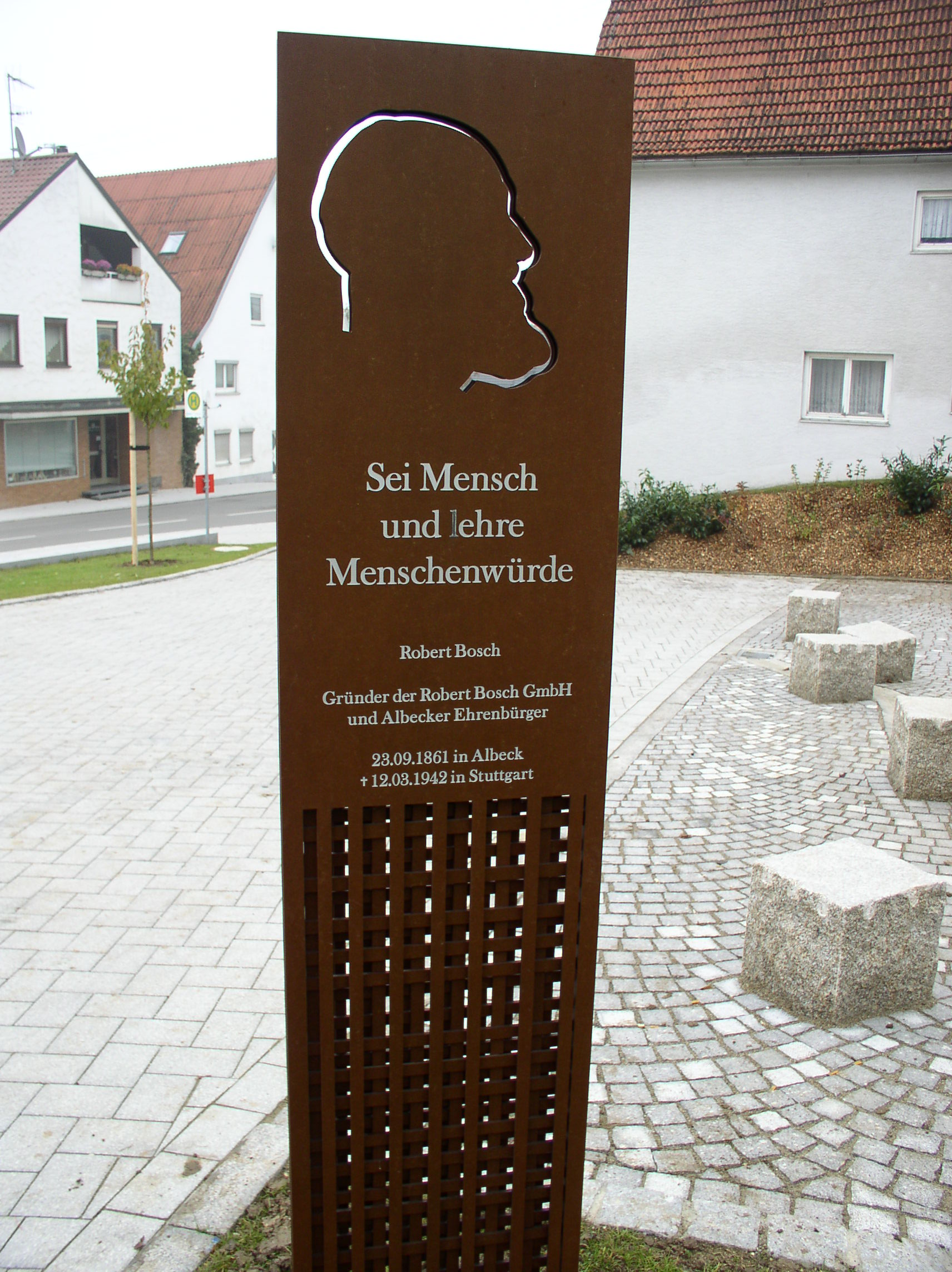
Denkmal zu Ehren Robert Boschs in Albeck

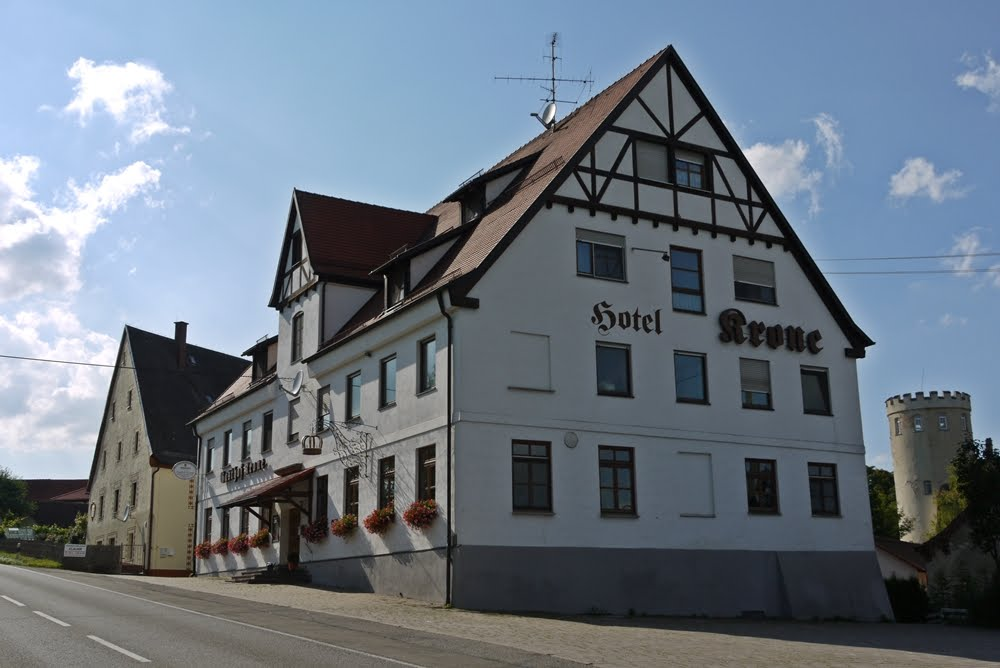
Wirtschaft „Zur Krone“ in Albeck

Der bekannteste Sohn des Orts ist Robert Bosch (1861–1942), Begründer der Robert Bosch GmbH und der Robert Bosch Stiftung. Er verbrachte seine ersten acht Lebensjahre im heutigen Gasthaus zur Krone in Albeck. Eine Gedenktafel erinnert an ihn.
Ebenfalls in Albeck geboren ist Carl Friedrich Alexander Bosch (1843–1904), der Vater von Carl Bosch, welcher zusammen mit Fritz Haber das Haber-Bosch-Verfahren zur Darstellung von Ammoniak entwickelte. Er war ebenfalls ein Sohn des Albecker Kronenwirtes Servatius Bosch.

## Vereine
In Albeck herrscht ein reges Vereinsleben. Im musikalischen Bereich ist der Liederkranz Albeck 1900 e. V. aktiv. Der Kinderchor, Jugendchor und der Gemischte Chor, die alle von Chorleiter Andreas Schulz geleitet werden, sorgen nicht nur durch regelmäßige Konzerte in der Robert-Bosch-Halle, sondern auch durch andere Aktionen wie das Adventssingen oder das alljährliche Lindenfest für die musikalische Bereicherung des Dorflebens. Ein Highlight ist das A-cappella-Open-Air, das jedes Jahr im Rahmen des Lindenfests auf dem Festplatz vor der Robert-Bosch-Halle stattfindet.

## Birnensorte

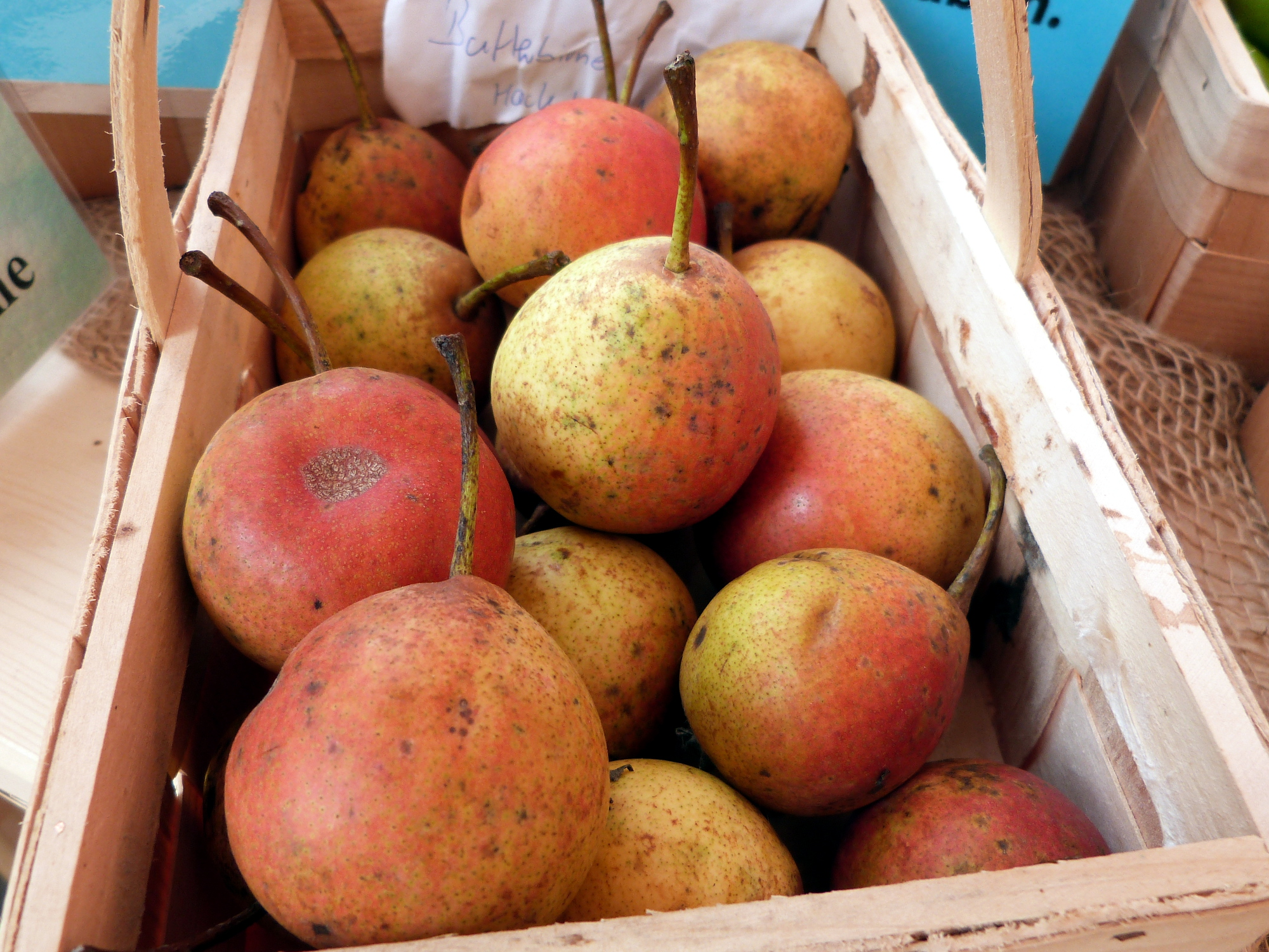
Albecker Butterbirnen

Die Albecker Butterbirne, auch bekannt als Ulmer Butterbirne, ist eine alte Birnensorte, die erstmals an der Steige zwischen Ulm und Albeck gefunden wurde. Die Sorte wurde 1868 als Albecker Steigbirne erstmals beschrieben. Nach 1880 wurde sie von der in Albeck ansässigen Baumschule Scheerer vermehrt und in den Handel gebracht. Die Butterbirne ähnelt der von Johann Volkmar Sickler bereits 1801 beschriebenen Herbsteierbirne.